# 1068
| Calendário gregoriano                                                        | 1068 MLXVIII                                          |
| Ab urbe condita                                                              | 1821                                                  |
| Calendário arménio                                                           | 517 – 518                                             |
| Calendário bahá'í                                                            | -776 – -775                                           |
| Calendário budista                                                           | 1612                                                  |
| Calendário chinês                                                            | 3764 – 3765 Início a 6 de fevereiro (aproximadamente) |
| Calendário copta                                                             | 784 – 785                                             |
| Calendário etíope                                                            | 1060 – 1061                                           |
| Calendários hindus - Vikram Samvat - Calendário nacional indiano - Cáli Iuga | 1123 – 1124 989 – 990 4168 – 4169                     |
| Calendário Holoceno                                                          | 11068                                                 |
| Calendário islâmico                                                          | 460 – 461                                             |
| Calendário judaico                                                           | 4828 – 4829                                           |
| Calendário persa                                                             | 446 – 447                                             |
| Calendário rúnico                                                            | 1318                                                  |
| Calendário solar tailandês                                                   | 1611                                                  |

1068 (MLXVIII, na numeração romana) foi um ano bissexto do século XI do Calendário Juliano, da Era de Cristo, e as suas letras dominicais foram  F e E (52 semanas), teve início a uma terça-feira e terminou a uma quarta-feira.
No território que viria a ser o reino de Portugal estava em vigor a Era de César que já contava 1106 anos.
| Ano completo                          |
| ------------------------------------- |
| Ano bissexto com início à terça-feira |

## Eventos
- 1 de Janeiro — Romano IV Diógenes casa com Eudócia Macrembolitissa e é coroado Imperador Bizantino.

## Nascimentos
- Henrique I de Inglaterra (data provável).
- Godofredo I de Namur, conde de Château-Porcien e de Namur m. 1139.
- Pedro I de Aragão, rei de Aragão e Navarra (data provável).

## Mortes
- Go-Reizei, 70º imperador do Japão.